# Dżanarbek Kendżejew
Dżanarbek Salimbiekowicz Kendżejew (kirg. Жанарбек Салимбекович Кенжеев; ur. 5 sierpnia 1985) – kirgiski zapaśnik w stylu klasycznym. Dwukrotny Olimpijczyk. Zajął trzynaste miejsce w Atenach 2004 w wadze 84 kg i piętnaste w Rio de Janeiro 2016 w kategorii 85 kg.
Pięciokrotny uczestnik mistrzostw świata, jedenasty w 2005 i 2011. Zdobył trzy brązowe medale na igrzyskach azjatyckich w 2006, 2010 i 2014. Ósmy w 2002. Zdobył sześć medali mistrzostw Azji, w tym złoty w 2014 i 2016. Dziewiąty na Uniwersjadzie w 2013, jako zawodnik Kyrgyz Institute of Physical Education and Sports w Biszkeku.